# По течению (фильм, 1956)
«По течению» (яп. 流れる: Нагарэру; англ. Flowing) — чёрно-белый фильм-драма режиссёра Микио Нарусэ, вышедший на экраны 20 ноября 1956 года. Экранизация одноимённой повести Ая Коды.

## Сюжет
Действие фильма разворачивается в чайном доме Цута, расположенном у реки в самом центре Токио. Рика Яманака, вдова сорока пяти лет приходит устраиваться в этот дом служанкой. Финансовые проблемы, навалившиеся на хозяйку дома Оцуту, опытную гейшу, не дают ей покоя. Ежедневно в дом наведывается сводная сестра Оцуты, требуя от неё задолженность, а тут ещё и одна из гейш Намиэ обвиняет хозяйку в недоплаченных ей деньгах. Дочь Оцуты Кацуё не может работать, как и мать, гейшей и всячески пытается найти себе иную работу. Преданная, сдержанная и скромная Рика, которая теперь зовётся Охару, зарабатывает уважение и любовь обитателей дома. Судьба заведения под угрозой и Оцута прилагает все усилия, чтобы спасти его.

## В ролях
- Кинуё Танака — Рика Яманака / Охару
- Исудзу Ямада — Оцута
- Хидэко Такаминэ — Кацуё, дочь Оцуты
- Марико Окада — Нанако
- Харуко Сугимура — Сомэка
- Сумико Курисима — Охама
- Тиэко Накакита — Ёнэко, сестра Оцуты
- Нацуко Кахара — Отоё, сводная сестра Оцуты
- Сэйдзи Миягути — дядя гейши Намиэ
- Дайскэ Като — бывший муж Ёнэко

## Награды
Кинопремия Голубая лента (1957)
- Премия лучшей актрисе 1956 года — Исудзу Ямада.

Премия журнала «Кинэма Дзюмпо» (1957)
- Премия лучшей актрисе 1956 года — Исудзу Ямада

Кинопремия «Майнити» (1957)
- Премия лучшей актрисе 1956 года — Исудзу Ямада
- Премия за лучшую работу художника-постановщика — Сатору Тюко